# 双凹管巢蛛
双凹管巢蛛（学名：Clubiona duoconcava）为管巢蛛科管巢蛛属的动物。在中国大陆，分布于湖南、贵州等地。该物种的模式产地在湖南、贵州。